# Heinz Harmel
Heinz Harmel (Metz, 29 giugno 1906 – Krefeld, 2 settembre 2000) è stato un generale tedesco delle Waffen-SS.

## Storia
Si arruolò come soldato semplice nella Reichswehr della neonata Repubblica di Weimar, dopo completò gli studi in agricoltura e rimase riservista nell'esercito. Dopo che Adolf Hitler salì al potere si unì alle SS-Verfügungstruppe per poi passare nella Waffen-SS. A seguito dello scoppio della seconda guerra mondiale prese parte all'invasione della Francia e servì pure sul fronte orientale nella campagna contro l'Unione Sovietica, raggiungendo il grado di obersturmbannführer (tenente colonnello) con il 3º Reggimento panzergrenadier Deutschland delle SS di cui fece parte fino al ferimento avvenuto nel 1943. Fu promosso brigadeführer (maggior generale) nell'aprile del 1944 all'età di 37 anni e messo al comando della 10. SS-Panzer-Division "Frundsberg" poi coinvolta nella battaglia di Arnhem. Continuò a comandare la divisione fino alla resa della Germania nel 1945. Fu prigioniero di guerra in Gran Bretagna per due anni, e dopo il suo rilascio tornò in Germania, dove trovò lavoro come rappresentante di vendite. Morì a Krefeld in Germania all'età di 94 anni.

## Onorificenze
- Distintivo dei feriti in nero
- Distintivo d'assalto di fanteria
- Croce di Ferro 1ª e 2ª classe
- Croce Tedesca d'oro
- Distintivo di distruttore di carri
- Distintivo per il combattimento corpo a corpo in argento